# Günther Hunold
Günther Hunold, auch Günther Heller (* 1926 in Halle), ist ein deutscher Autor, der mit seinen Beiträgen zur sexuellen Aufklärung bekannt wurde.

## Leben
Hunold studierte in Leipzig Musik, Pädagogik und Psychologie, war ab 1948 Dozent für Gehörbildung, Kontrapunkt und Harmonielehre und erhielt 1952 am Staatlichen Konservatorium in Rostock eine Anstellung als Direktor.
1952 ging er in die Bundesrepublik und arbeitete in Garmisch-Partenkirchen als Musiklehrer am dortigen Mädchenrealgymnasium der Armen Schulschwestern. Konfrontiert mit den pubertären Themen seiner Schülerinnen, las Hunold zahlreiche Aufklärungsschriften. 1963 zog er nach München um und war dort als freier Sachbuchautor tätig. Ein erstes Buch, Die Pille und alle Verhütungsmittel, verlegte der Moewig-Verlag. Im Anschluss wurde Hunold für die Reihe Mensch und Sexualität verpflichtet. 1969 wechselte er mit Papst und Pille zum Heyne-Verlag, war damit aber nicht erfolgreich. Bei Kindler erschien dann im April 1970 der Schulmädchen-Report mit zwölf von insgesamt geführten 36, wissenschaftlich nicht näher dokumentierten „Sex-Protokollen“. Angeblich sprach Hunold mit jeder befragten Schülerin „fünf bis acht Stunden“, bis er 157 Fragen gestellt hatte. Der Spiegel berichtete ausführlich über die gewonnenen Erkenntnisse, zu denen die Beobachtung gehörte, dass Münchner Schülerinnen anders als amerikanische Sex im Auto „wenig schön und vor allem unbequem“ fanden.
Die Münchner Staatsanwaltschaft eröffnete daraufhin ein Ermittlungsverfahren gegen unbekannt wegen des Verdachts der Unzucht mit Kindern und lud Hunold als Zeugen vor. Da dieser die Aussage verweigerte und vor allem nicht die Namen der Schülerinnen verriet, mit denen er gesprochen haben wollte, wurde er zu 500 DM Strafe verurteilt, wogegen er erfolglos Beschwerde beim Bundesverfassungsgericht einlegte.
Unter dem Pseudonym Günther Heller schrieb Hunold 1969 als Co-Autor das Drehbuch für den Film Alle Kätzchen naschen gern, eine Produktion der Lisa-Film von Carl Spiehs. Den Namen Heller verwendete er auch als Verfasser der Bücher für alle dreizehn Folgen des Schulmädchen-Reports (1970–1980) sowie für die Erotikfilme Mädchen, die nach München kommen und Die dressierte Frau (beide 1972), allesamt Pseudoreportagen, die vorgaben, dokumentarisch zu sein.
In den folgenden Jahren schrieb Hunold noch zahlreiche weitere Bücher zu Sexualthemen, was ihm einen ansehnlichen Wohlstand, u. a. eine Villa in der Münchner Berchemstraße, einbrachte. Dort gründete er ein Institut für Sexualwissenschaft München (IFS), als dessen „Direktor“ und „Generalsekretär“ er firmierte, und arbeitete ab 1971 für die Carl Stephenson- und Orion-Verlage von Beate Uhse, wo der Sexual-Atlas für Erwachsene erschien. Der Hamburger Sexualforscher Volkmar Sigusch warnte bereits 1972 vor der Tätigkeit Hunolds: „Hoffentlich ahnen Herr Hunold und seine Mitarbeiter wenigstens, auf welches für Patienten riskante Unternehmen sie sich da einlassen. Die Sexualwissenschaft ist kein Metier für Dilettanten, die ihr Schäfchen ins trockne bringen wollen.“
In seinem Buch Der Sexfilm (1985) schreibt Hunold in den Vorbemerkungen: „Ich war während mehrerer Jahre Produzent, Drehbuchautor und manchmal auch Regisseur.“ In den anschließenden detailreichen Erzählungen über die Entstehung von Sex- und Pornofilmen werden jedoch weder Filmtitel noch Mitwirkende genannt.
Hunold führte mindestens drei Ehen.

## Werke (Auswahl)
- 1969: Die bisexuelle Frau (mit David Lynne; Moewig)
- 1969: Papst und Pille (Heyne Verlag)
- 1969: Vergiss die Peitsche nicht (Heyne Verlag)
- 1969: Liebe ohne Risiko (Lichtenberg Verlag)
- 1969: Sappho und ihre Schülerinnen (Heyne Verlag)
- 1970: Schulmädchen-Report (Kindler Verlag)
- 1970: Das Inzest-Tabu (Heyne Verlag)
- 1970: Prostitution in Vergangenheit und Gegenwart (Heyne)
- 1970: Abarten des Sexualverhaltens (Heyne Verlag)
- 1971: Marion (Hamburg: Konkret-Buchverlag)
- 1971: 224 abartige Liebespositionen (Heyne Verlag)
- 1972: Liebe und Sex in Wort und Bild (Flensburg: Stephenson)
- 1972: Die Anhalterin (Flensburg: Stephenson)
- 1972: Intime Küsse in Wort und Bild (Flensburg: Stephenson)
- 1974: Die Selbstbefriedigung der Frau (Flensburg: Stephenson)
- 1974: Liebe zu dritt (Flensburg: Stephenson)
- 1974: Lustgewinn in der Ehe (Flensburg: Stephenson)
- 1975: Lustreiche Stellungen (Flensburg: Stephenson)
- 1976: Der Busen der Frau (Flensburg: Stephenson)
- 1977: Die Frau (Flensburg: Stephenson)
- 1977: Der Po der Frau (Flensburg: Stephenson)
- 1978: Sex-Spiele zu dritt (Flensburg: Stephenson)
- 1979: Exotische Liebespartner (IFS)
- 1979: Hetären, Callgirls und Bordelle (Heyne Verlag)
- 1981: Schule der Liebe (Moewig)
- 1982: Zärtliche Hände (Moewig)
- 1982: Marquis de Sade (Moewig)
- 1982: Verirrungen der Lust (Moewig)
- 1982: Die Eigenliebe der Frau (Moewig)
- 1984: Ist mein Mann pervers? (Heyne Verlag)
- 1984: Sexualität in der Sprache. Lexikon des obszönen Wortschatzes (Heyne Verlag)
- 1984: Intimreport der Frau (Pabel-Moewig Verlag)
- 1985: Der Jungfrauenreport (Pabel-Moewig Verlag)
- 1985: Sexualität und Liebe. Der Weg zur vollkommenen Partnerschaft (Pabel-Moewig Verlag)
- 1985: Dreitausend Jahre Bordell (Pabel-Moewig Verlag)
- 1985: Der Sexfilm (Arthur Moewig Taschenbuch Verlag)
- 1986: Sexualpraktiken (Pabel-Moewig Verlag)
- 1988: Intime Protokolle (Pabel-Moewig Verlag)
- 1995: Strenge Erziehungsspiele in Wort und Bild (Orion-Verlag)

## Filmografie
- 1969: Alle Kätzchen naschen gern
- 1969: Ehepaar sucht gleichgesinntes
- 1970: Hilfe, mich liebt eine Jungfrau
- 1970: Prostitution heute
- 1970: Spezialkommando Wildgänse
- 1970: Schulmädchen-Report: Was Eltern nicht für möglich halten
- 1971: Erotik im Beruf – Was jeder Personalchef gern verschweigt
- 1971: Der neue Schulmädchen-Report. 2. Teil: Was Eltern den Schlaf raubt
- 1971: Paragraph 218 – Wir haben abgetrieben, Herr Staatsanwalt
- 1971: Urlaubsreport – Worüber Reiseleiter nicht sprechen dürfen
- 1972: Schulmädchen-Report. 3. Teil: Was Eltern nicht mal ahnen
- 1972: Die jungen Ausreißerinnen – Sex-Abenteuer deutscher Mädchen in aller Welt
- 1972: Die dressierte Frau
- 1972: Mädchen, die nach München kommen
- 1972: Schulmädchen-Report. 4. Teil: Was Eltern oft verzweifeln läßt
- 1973: Schulmädchen-Report. 5. Teil: Was Eltern wirklich wissen sollten
- 1973: Teenager-Report – Die ganz jungen Mädchen
- 1973: Frühreifen-Report
- 1973: Schulmädchen-Report. 6. Teil: Was Eltern gern vertuschen möchten
- 1974: Wenn die prallen Möpse hüpfen
- 1974: Schulmädchen-Report. 7. Teil: Doch das Herz muß dabei sein
- 1974: Schulmädchen-Report. 8. Teil: Was Eltern nie erfahren dürfen
- 1975: Schulmädchen-Report. 9. Teil: Reifeprüfung vor dem Abitur
- 1975: Fermi tutti! È una rapina
- 1976: Schulmädchen-Report. 10. Teil: Irgendwann fängt jede an
- 1977: Schulmädchen-Report. 11. Teil: Probieren geht über Studieren
- 1978: Schulmädchen-Report. 12. Teil: Junge Mädchen brauchen Liebe
- 1980: Schulmädchen-Report 13. Teil: Vergiß beim Sex die Liebe nicht
- 1984: Danger – Keine Zeit zum Sterben